# 가와마타 겐고
가와마타 겐고(일본어: 川又 堅碁, 1989년 10월 14일 ~ )는 일본의 축구 선수이다.

## 구단 경력
그는 2006년부터 J리그의 에히메 FC, 알비렉스 니가타, 파지아노 오카야마, 나고야 그램퍼스, 주빌로 이와타, 제프 유나이티드 지바, 아술 클라로 누마즈에서 뛰었다.

## 국가대표팀 경력
그는 2015년 3월 27일 튀니지과의 경기에서 일본 국가대표팀에 데뷔했다. 2015년과 2017년 EAFF 동아시안컵에 출전, 2017년 동아시안컵 우승. 그는 2018년까지 국제 A매치 통산 9경기에 출전, 1득점을 넣었다.

## 통계
| 일본 | 일본 | 일본 |
| 연도 | 출전 | 득점 |
| ---- | ---- | ---- |
| 2015 | 5    | 1    |
| 2016 | 0    | 0    |
| 2017 | 3    | 0    |
| 2018 | 1    | 0    |
| 통산 | 9    | 1    |